# Clubiona circulata
Clubiona circulata là một loài nhện trong họ Clubionidae.
Loài này thuộc chi Clubiona. Clubiona circulata được miêu tả năm 1998 bởi Zhang & Chang-Min Yin.